# Динеїн

Цитоплазматичний динеїн має два важких ланцюги з глобулярними «головами», що рухаються уздовж мікротрубочки. Динактин (не показаний) допомагає легким ланцюгам з'єднуватися з вантажем. Взаємодія між ланцюгами динеїну та мікротрубочкою постійно розривається та відновлюється

Динеїни — родина моторних білків еукаріот, що рухаються уздовж мікротрубочок, використовуючи енергію гідролізу АТФ. Динеїни складаються зі двох або трьох важких ланцюгів, до складу яких входять моторні домени, і великої кількості різних проміжних і легких ланцюгів. На відміну від іншої групи моторних білків, залежних від мікротрубочок, кінезинів, вони рухаються до мінус кінця мікротрубочок. Представники цієї родини наймасивніші і одночасно найшвидші з-поміж усіх моторних білків, так в лабораторних умовах деякі динеїни можуть переміщувати мікротрубочки із швидкістю 14 мкм/с (до порівняння максимальна швидкість кінезинів — 2—3 мкм/c).
Динеїни поділяються на дві великі групи: цитоплазматичні та аксонемні (також відомі як джгутикові або війкові). Перші із них переважно містять два важких ланцюги, і відповідно два моторні домени — «голови» молекули. Вони здійснюють везикулярний транспорт, а також важливі для розміщення апарату Гольджі поблизу центру клітини. Цитоплазматичні динеїни поширені в усіх еукаріотичних клітинах. Аксонемні динеїни можуть бути гетеродимерами або гетеротримерами із двома або трьома моторними доменами відповідно. Вони забезпечують ковзання мікротрубочок в аксонемах джгутиків і війок, внаслідок чого і відбувається рух цих органел. Існує також третій клас динеїнів, що більш споріднені зі цитоплазматичними, але задіяні у битті війок.